# Leyna Bloom
Leyna Bloom é uma atriz, modelo, dançarina e ativista americana. Em outubro de 2017, Bloom tornou-se na primeira mulher abertamente transgénero de cor a aparecer na Vogue Índia. Em maio de 2019, a sua estreia no cinema em Port Authority no Festival de Cinema de Cannes foi a primeira vez que uma mulher de cor trans interpretou um longa-metragem em um grande festival de cinema.
Bloom nasceu em Chicago, Illinois, de mãe filipina e pai afro-americano. Sua decisão de fazer a transição foi apoiada pelo pai.